# テリー・プラチェット
テリー・プラチェット（Terry Pratchett）、本名サー・テレンス・デイヴィッド・ジョン・プラチェット OBE（Sir Terence David John Pratchett OBE, 1948年4月28日 - 2015年3月12日）はイングランドのSF作家・ファンタジー作家。
ユーモアのセンスをファンタジーやSFに持ち込んだ作家として広く愛されており、毎年ベストセラー入りする人気作家である。
特に《ディスクワールド》シリーズ(Discworld)で知られる。1998年「文学に対する貢献」によりOBEに叙され、2008年にはナイト・バチェラー（en:Knight Bachelor）に叙される。

## 概要
テリー・プラチェットは1990年代のイギリスのベストセラー作家の一人であり、その著作は36言語に翻訳され、2007年12月には5500万部の売り上げを達成している。

## 略歴
1948年バッキンガムシャー州ビーコンズフィールドに生まれる。
2007年12月若年期アルツハイマー病を発症していることを公表し、アルツハイマー病研究財団に約100万ドルの資金援助を行うことを発表した
。
また、2009年2月にはアルツハイマー、末期ガンなどの患者の自殺幇助（安楽死）を合法化するよう提言し、自らそのテストケースになる用意があると述べた。
声明の中で、彼の父親は末期ガンで安楽死を望んだが果たせなかった、と述べている。
2015年3月12日、感染症のため亡くなった。アルツハイマー病と診断されてから8年後だった。

## 作品リスト
- ニール・ゲイマンとの共著「グッド・オーメンズ」Good Omens 1990
- ディスクワールドシリーズ
  - ディスクワールド騒動記 (The Colour of Magic, 1983) 角川文庫Fシリーズ収録 1991年 ISBN 4042745016
  - 天才ネコモーリスとその仲間たち (The Amazing Maurice and his Educated Rodents, 2001) - 2001年カーネギー賞受賞
  - Making Money (2007) - 2008年ローカス賞
  - Unseen Academicals (2009)
- 遠い星からきたノームシリーズ